# Bronce Carriazo
El llamado Bronce Carriazo es una de las obras artísticas más conocidas de la Civilización Tartésica. Se trata de una placa de 15,3 x 9,5 cm, realizada en bronce, que se cree que es parte de un broche. Está datado en torno al 625-525 a. C.

## Descripción
Se sabe que apareció cerca de Sevilla, aunque fue hallado de forma casual por el arqueólogo Juan de Mata Carriazo y Arroquia en un mercadillo de antigüedades de la capital hispalense en los años 1950. Se trata de una representación de la diosa fenicia Astarté, aunque con el peinado típico de la diosa egipcia Hathor, pero sin las orejas de vaca tan características de esta deidad. Astarté aparece representada en el bronce con túnica de mangas cortas ornada de lirios, y acompañada por dos torsos de aves cuyas alas se unen sobre la cabeza de la diosa. 
La parte posterior se presenta lisa, a excepción de una gruesa anilla dispuesta en vertical a modo de asidero. De los siete agujeros situados en la parte inferior colgaban campanillas, tal y como se ha visto en otros arreos similares. En sus dos manos, la diosa porta dos sistros esquemáticos que se asemejan a dos copas o lotos. 
Si las aves acuáticas indican su dominio sobre una parte de la naturaleza, tendríamos aquí una diosa local de las marismas y los esteros, asimilada con Hathor y Astarté, aunque distinta de las advocaciones orientales, donde no se conocen paralelos para esta iconografía. Este conjunto de diosa con aves y plantas acuáticas es una versión peculiar que debió ser creada por antiguos artistas tartessos.
Se encuentra depositada en el Museo Arqueológico de Sevilla.